# Pierre Casamayor
Pour les articles homonymes, voir Casamayor (homonymie).
Pierre Casamayor est un œnologue français.

## Carrière d'enseignant
Pierre Casamayor commence sa carrière universitaire comme physicien de l'atmosphère, ses recherches concernent la transmission de l'infrarouge et ses conséquences sur l'effet de serre. Titulaire du DNO en 1975, il enseigne la climatologie et l'analyse sensorielle (cours de dégustation) au Diplôme National d'Œnologue de l'Université Paul Sabatier de Toulouse. Entre 2000 et 2003, il en est le directeur avant de prendre sa retraite de l'enseignement supérieur.

## Carrière d'écrivain et de journaliste
Sa position d'enseignant en dégustation et son goût pour la gastronomie l'amène à rencontrer de nombreuses personnalités du monde viticole. Il utilise son carnet d'adresse et sa plume pour écrire de nombreux ouvrages sur la dégustation ou les vignobles de la France méridionale (vignoble du sud-ouest, vignoble du Languedoc-Roussillon).
Il collabore également à La Revue du vin de France et au Guide Hubert.

## Reconnaissance de la profession viticole
Il est intronisé chevalier de nombreuses confréries viticoles, dont la confrérie du vin de Cahors, la Jurade de Saint-Émilion, la compagnie du Bontemps du Médoc et des Graves.
Il reçoit le Prix Edmond de Rothschild pour son ouvrage sur la dégustation des vins, L'Ecole des Alliances.

### Ouvrages en français
- Pierre Casamayor, Vins du sud-ouest et des Pyrénées ou les raisins de Pyrène, 40 appellations de l'Atlantique à la Méditerranée, Toulouse, Robert Laffont, octobre 1983 (ISBN 978-2-903716-06-6, LCCN 84105580).
- Pierre Casamayor et Fernand Cousteaux, Le guide de l'amateur d'Armagnac, Toulouse, Daniel Briand, 1985 (ISBN 978-2-903716-13-4, LCCN 86121981).
- Pierre Casamayor et Marie-Josée Colombani, Le livre de l'amateur de rhum, Toulouse, Robert Laffont, octobre 1987, 192 p. (ISBN 978-2-221-05513-7).
- Pierre Casamayor et Hubert Monteilhet, Vignes et vignerons du sud-ouest, Paris, De Fallois Eds, mai 1994, 345 p. (ISBN 978-2-87706-209-1).
- Pierre Casamayor, Michel Dovaz et Jean-François Bazin, L'or du vin, Hachette littérature, novembre 1994 (ISBN 978-2-01-018818-3, OCLC 636218315).
- Pierre Casamayor et Marie-Josée Colombani, Le livre de l'amateur de whisky, Robert Laffont, octobre 1995, 192 p. (ISBN 978-2-221-08215-7, OCLC 41307870).
- Alexis Lichine, Jo Gryn et Pierre Casamayor, Encyclopédie des vins et des alcools de tous les pays, Paris, Robert Laffont, septembre 1999, 850 p. (ISBN 978-2-221-08264-5).
- Pierre Casamayor, L'école de la dégustation, Hachette pratique, octobre 2000 (ISBN 978-2-01-236548-3).
- Pierre Casamayor, L'école des alliances, les mets et les vins, Hachette pratique, octobre 2000 (ISBN 978-2-01-236461-5).
- Pierre Casamayor, Antoine Lebègue et Pierre Galet, Dictionnaire des vins de France, Hachette pratique, août 2001, 383 p. (ISBN 978-2-01-236582-7).
- Pierre Casamayor, Les livrets du vin, la dégustation, Paris, Hachette vie pratique, octobre 2001, 127 p. (ISBN 978-2-01-236581-0, LCCN 2002448744).
- Pierre Casamayor, Guide Hubert France sud, Hubert J.p.Eds, mars 2002 (ISBN 2-9516374-2-X).
- Pierre Casamayor et Éric Limousin, Vignoble des chemins de Compostelle, Hachette pratique, mars 2003 (ISBN 978-2-01-236603-9).
- Pierre Casamayor, Marie-Annick Aviotte, Jean-François Bélanger, Bernard Carrère et al., Guide Hubert : France sud, Jean-Pierre Hubert, juillet 2004 (ISBN 978-2-915248-05-0).
- Pierre Casamayor et Jean-Pierre Hubert, Guide Hubert France sud & Paris, avril 2005 (ISBN 978-2-915248-16-6).
- Pierre Casamayor, École de la dégustation, Paris, Hachette pratique, octobre 2005, 271 p. (ISBN 978-2-01-236837-8).
- Pierre Casamayor, La dégustation, Paris, Hachette pratique, mars 2006 (ISBN 978-2-01-237075-3, OCLC 493323447).
- Pierre Casamayor et Mickaël Moisseev, Les arômes du vin, Hachette pratique, août 2006 (ISBN 978-2-01-237080-7).
- Pierre Casamayor, Le vin en 80 questions, Hachette pratique, 2008 (ISBN 978-2-01-237507-9, OCLC 690413440).

### Ouvrage en allemand
- (de) Pierre Casamayor et Michel Dovaz, Edle Tropfen, Cham, Müller Rüschlikon, 1994, 1re éd. (ISBN 978-3-275-01105-6, OCLC 35168921).

### Ouvrage en anglais
- (en) Pierre Casamayor, How to taste wine, Londres, Assell Illustrated, 2002, 127 p., poche (ISBN 978-0-304-36408-4, LCCN 2003276261).